# Ahmed III.
Ahmed III. (30. prosinca 1673. – 1736.), turski sultan od 22. kolovoza 1703. do 2. listopada 1730.
Ahmed III. (arapski: أحمد الثالث) postaje sultan nakon abdikacije svoga brata Mustafe II. 1703. u svojoj 29. godini i vlada punih 27. godina. Sultan "Ere tulipana" 1718. – 1730., razdoblja mira nakon sklapanja Požarevačkog mira.
U kratko vrijeme nakon stupanja na prijestolje uspio je savladati pobunjenike protiv njegovog prethodnika, koji su ga postavili na vlast, te u nekoliko godina stabilizirati državu. Od 1709. do 1715. pruža azil švedskom kralju Karlu XII. koji se sklonio u tvrđavu Bender (danas u Moldaviji) nakon izgubljene bitke kod Poltave. U proljeće 1711. teško je porazio Petra Velikog u bitci na rijeci Prut, te je Rusija bila prisiljena vratiti Azov i porušiti sve tvrđave koje je izgradila duž Dnjestra.
Godine 1715. osvaja Moreju (Peloponez) u ratu s Venecijom, ali ne uspjeva zadržati Austriju izvan rata tako da ga je godine 1716. princ Eugen Savojski teško porazio bitci kod Petrovaradina, u kojoj pogiba i veliki vezir Ibrahim paša, a zatim nakon opsade gubi i Temišvar s Temišvarskim Banatom. Iduće 1717. g. u odlučnoj opsadi i bitci pred Beogradom doživljava još teži poraz od Eugena Savojskog, nakon koje gubi i veći dio Srbije.
Dana 21. srpnja 1718. sklopljen je Požarevački mir, kojim su priznati svi teritorijalni gubici, ali i osigurano višegodišnje razdoblje mira koje će u povijesti Osmanskog Carstva ostati poznato kao "Doba tulipana"(Lala evleri) (1718. – 1730.), a koje se poklapa i s vladavinom novog velikog vezira Ibrahim paše, postavljenog nakon mirovnog sporazuma. Grade se brojne palače za uživanje po francuskom uzoru, Sultanov dvor ispunjen je pjesnicima, kaligrafima, organiziraju se zabave, a sultanov način života prenosi se i na njegove glavne savjetnike. U središtu tog novog pokreta je sultanova ljubav prema tulipanima, koja se širi cijelim carstvom.
Razdoblje mira završeno je obnavljanjem ratova protiv Irana i ustankom vjerski motiviranog otpora utjecaju zapada poznatom kao "Ustanak Patrona Halila" koji je doveo do abdikacije sultana i postavljanjem novog sultana Mahmud I., sina sultana Mustafe II.